# Magic Tour
A Magic Tour foi a última turnê da banda britânica de rock Queen, e também vem a representar as últimas apresentações de Freddie Mercury e John Deacon junto à banda. No ano seguinte, o vocalista seria diagnosticado com o vírus da SIDA e o baixista da banda participaria apenas dos projetos de estúdio, se aposentando após a morte de seu colega de trabalho. A turnê ocorreu apenas em países do continente europeu, e conteve o maior palco de toda a carreira do grupo.
Freddie estava cansado de turnês, principalmente devido à sua idade, próxima dos quarenta anos e devido à sua doença, Freddie, mal conseguiu cantar a We Are The Champions no seu último show. Também Mercury não compareceu na festa de despedida da turnê. Algumas gravações dos shows foram feitas, com os álbuns Live Magic, Live at Wembley '86 e Hungarian Rhapsody: Queen Live in Budapest lançados.

## Repertório
1. "One Vision"
2. "Tie Your Mother Down"
3. "In the Lap of the Gods... Revisited"
4. "Seven Seas of Rhye"
5. "Tear It Up"
6. "A Kind of Magic"
7. "Under Pressure"
8. "Another One Bites The Dust"
9. "Who Wants to Live Forever"
10. "I Want to Break Free"
11. "Impromptu"
12. Brighton Rock solo
13. "Now I'm Here"
14. "Love of My Life"
15. "Is This the World We Created...?"
16. "(You're So Square) Baby I Don't Care"
17. "Hello Mary Lou (Goodbye Heart)"
18. "Tutti Frutti"
19. "Bohemian Rhapsody"
20. "Hammer to Fall"
21. "Crazy Little Thing Called Love"
22. "Radio Ga Ga"
23. "We Will Rock You"
24. "Friends Will Be Friends"
25. "We Are The Champions"
26. "God Save the Queen"

## Datas
| Data                | Cidade              | País               | Local                                  |
| Europa Ocidental    | Europa Ocidental    | Europa Ocidental   | Europa Ocidental                       |
| ------------------- | ------------------- | ------------------ | -------------------------------------- |
| 7 de junho de 1986  | Estocolmo           | Suécia             | Estádio Råsunda                        |
| 11 de junho de 1986 | Leida               | Países Baixos      | Arena Groenoordhallen                  |
| 12 de junho de 1986 | Leida               | Países Baixos      | Arena Groenoordhallen                  |
| 14 de junho de 1986 | Paris               | França             | Hipódromo de Vincennes                 |
| 17 de junho de 1986 | Bruxelas            | Bélgica            | Arena Vorst Nationaal                  |
| 19 de junho de 1986 | Leida               | Países Baixos      | Arnea Groenoordhallen                  |
| 21 de junho de 1986 | Mannheim            | Alemanha Ocidental | Centro de Exibições Maimarktgelände    |
| 26 de junho de 1986 | Berlim Ocidental    | Alemanha Ocidental | Antiteatro Waldbühne                   |
| 28 de junho de 1986 | Munique             | Alemanha Ocidental | Arena do Parque Olímpico de Munique    |
| 29 de junho de 1986 | Munique             | Alemanha Ocidental | Arena do Parque Olímpico de Munique    |
| 1 de julho de 1986  | Zurique             | Suíça              | Arena Hallenstadion                    |
| 2 de julho de 1986  | Zurique             | Suíça              | Arena Hallenstadion                    |
| 5 de julho de 1986  | Slane               | Irlanda            | Área Externa do Castelo de Slane       |
| 9 de julho de 1986  | Newcastle upon Tyne | Reino Unido        | Estádio St. James' Park                |
| 11 de julho de 1986 | Londres             | Reino Unido        | Estádio de Wembley                     |
| 12 de julho de 1986 | Londres             | Reino Unido        | Estádio de Wembley                     |
| 16 de julho de 1986 | Manchester          | Reino Unido        | Estádio Maine Road                     |
| 19 de julho de 1986 | Colônia             | Alemanha Ocidental | Estádio Müngersdorfer                  |
| 21 de julho de 1986 | Viena               | Áustria            | Centro de Convenções Wiener Stadthalle |
| 22 de julho de 1986 | Viena               | Áustria            | Centro de Convenções Wiener Stadthalle |
| Europa Oriental     |                     |                    |                                        |
| 27 de julho de 1986 | Budapeste           | Hungria Popular    | Estádio Nép                            |
| Europa Ocidental    |                     |                    |                                        |
| 30 de julho de 1986 | Fréjus              | França             | Arènes de Fréjus                       |
| 1 de agosto de 1986 | Barcelona           | Espanha            | Estádio Mini                           |
| 3 de agosto de 1986 | Madri               | Espanha            | Estádio Vallecas                       |
| 5 de agosto de 1986 | Marbella            | Espanha            | Estádio Municipal de Marbella          |
| 9 de agosto de 1986 | Knebworth           | Reino Unido        | Parque Knebworth                       |